# Günter Särchen
Günter Särchen (* 14. Dezember 1927 in Wittichenau; † 19. Juli 2004 in Hoyerswerda) war ein katholischer Sozialpädagoge, Publizist und Wegbereiter der deutsch-polnischen Aussöhnung. Er leitete die Arbeitsstelle für pastorale Hilfsmittel in Magdeburg.

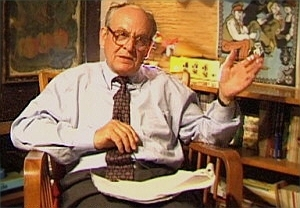
Günter Särchen bei einem Interview im Jahr 1998 für ein Forschungsprojekt über die katholische Filmarbeit in der DDR unter Betreuung von Josef Müller, Institut für Praktische Theologie an der Albert-Ludwigs-Universität Freiburg im Breisgau, dann Linus Hauser vom Institut für Katholische Theologie an der Justus-Liebig-Universität Giessen und Hussite Faculty of Theology an der Charles University Praha.

## Leben
Günter Särchen wurde 1927 in der Kleinstadt Wittichenau in der sorbischen Oberlausitz geboren. Dort besuchte er die Volksschule, dann bis 1942 die Lessing-Oberschule in Hoyerswerda, anschließend von 1942 bis 1944 die Handelsschule in Senftenberg. 1944 begann er eine Lehrausbildung als Textilverkäufer. Im Januar 1945 wurde er eingezogen und kam in US-amerikanische Kriegsgefangenschaft in Winzenheim bei Bad Kreuznach.
Als Invalide, an einer schweren Tuberkulose erkrankt, kehrte er heim. Ein langer Sanatoriumsaufenthalt schloss sich an. Für Särchen, der zwar ohne Begeisterung in den Krieg gezogen war, sich aber mitschuldig wusste, wurden die Monate im Lager und in der Heilstätte zu einer Zeit der Besinnung und der Umkehr. Während seiner Kriegsgefangenschaft beschäftigte er sich zum ersten Mal mit Freiheit, Menschenrechten und Demokratie.
Nach seiner Entlassung aus dem Sanatorium begann er in Westberlin ein sozialpädagogisches Studium. In dieser Zeit wurde er mit der katholischen Soziallehre vertraut, die sein künftiges Denken und Handeln bestimmen sollte. Günter Särchen war von Mai 1950 bis 1953 in Görlitz Diözesanjugendhelfer, dann bis März 1957 in Magdeburg.
Ab April 1957 war er Redaktionsmitarbeiter beim St. Benno-Verlag in Leipzig, dem einzigen katholischen Verlag in der Deutschen Demokratischen Republik (DDR). Gleichzeitig begann er mit dem Aufbau einer katholischen Bildstelle für alle Jurisdiktionsbezirke der DDR. Im Januar 1958 wurde er Abteilungsleiter im bischöflichen Amt Magdeburg und leitete die Arbeitsstelle für pastorale Hilfsmittel, die alle katholischen Gemeinden in der DDR mit Medien versorgt hat. Er leitete diese Arbeitsstelle bis 1984. Im Juni 1984 wurde er invalidisiert.
Seine Haltung, die im Widerspruch zur marxistisch-leninistischen Ideologie stand, machte ihn in den Augen der Sozialistischen Einheitspartei Deutschlands (SED) verdächtig; er wurde jahrzehntelang von Inoffiziellen Mitarbeitern (IM) des Staatssicherheitsdienstes der DDR überwacht und „feindlich negativ operativ bearbeitet“.
1990 wurde Günter Särchen mit der Kommandeursstufe des Verdienstordens der Republik Polen geehrt, 1993 mit dem Bundesverdienstkreuz am Bande. 1998 erhielt er gemeinsam mit Jerzy Turowicz, dem langjährigen Chefredakteur des Tygodnik Powszechny, den Deutsch-Polnischen Preis, 2003 den Lothar-Kreyssig-Friedenspreis. Er war Ehrenbürger seiner Heimatstadt Wittichenau.

## Leistungen
Mitte der fünfziger Jahre war Günter Särchen den Leipziger Oratorianern Josef Gülden, Wolfgang Trilling und Theodor von Vittinghoff-Schell begegnet, die, inspiriert von Carl Oskar von Soden, schon vor dem Zweiten Weltkrieg mit jungen Polen über eine europäische Gemeinsamkeit nachgedacht hatten. Auf diesen Kontakten konnte er aufbauen, als er 1960 zum ersten Mal nach Polen fuhr. Er fand Gesprächspartner in Gemeinden und Klöstern, in den Klubs der katholischen Intelligenz, in Laski, dem geistigen Zentrum der polnischen Laienbewegung. Auch Karol Wojtyła, der spätere Papst Johannes Paul II., damals Bischof von Krakau, unterstützte die Bemühungen Särchens.
Dabei legte Günter Särchen vor allem Wert auf praktische Hilfe. Er schaffte nach Polen, was die Gemeinden dort brauchten und was sich in der DDR beschaffen ließ.
Als er Lothar Kreyssig kennenlernte, der nach dem Mauerbau 1961 von Magdeburg aus die Aktion Sühnezeichen in der DDR aufbaute, unterstützte er ihn sofort. Dank seiner inzwischen zahlreichen und engen Kontakte wurde im Sommer 1964 die erste Pilgerfahrt nach Polen vorbereitet. Doch die SED untersagte die Ausreise. Erst ein Jahr später konnten Freiwillige nach Auschwitz und Majdanek reisen und in den ehemaligen Vernichtungslagern arbeiten.
Günter Särchen gehörte der Leitung der Aktion Sühnezeichen in der DDR von 1963 bis 1975 an. Vielen ging sein ökumenischer Eifer zu weit. Der Magdeburger Weihbischof Friedrich Maria Rintelen unterstützte ihn jedoch vorbehaltlos. So konnte er alljährlich Pilgerreisen nach Polen organisieren und ein Polenseminar aufbauen, aus dem später die Anna-Morawska-Gesellschaft hervorgegangen ist. 1990 gehörte er zu den Initiatoren der Stiftung Kreisau für Europäische Verständigung.
Zudem hat er zahlreiche Publikationen herausgegeben. Da die Publikationsmöglichkeiten für die Kirche in der DDR sehr begrenzt und der staatlichen Zensur unterworfen waren, wurden diese Schriften fast alle in Handarbeit vervielfältigt. Denn Schriften, die „für den innerkirchlichen Dienstgebrauch“ bestimmt waren, unterlagen der staatlichen Zensur nicht. Auch als Autor ist Günter Särchen vielfach tätig gewesen.
Im September 1991 hielt der damalige polnische Ministerpräsident Tadeusz Mazowiecki in Berlin eine viel beachtete Rede, in der er über die künftige Gestalt Europas und die Chancen einer neuen Nachbarschaft zwischen Deutschen und Polen sprach. Ausdrücklich würdigte er dabei zwei Männer aus der DDR als Wegbereiter: Günter Särchen und Lothar Kreyssig, den Gründer der Aktion Sühnezeichen. Särchen nannte er einen Menschen von außergewöhnlicher Rechtschaffenheit und Opferbereitschaft, mit dem ihn eine enge Freundschaft verbinde.

## Werke
- G.S. [d. i. Günter Särchen] (Hrsg.): Leben aus der Versöhnung. [hektographierte Handreichung für die Gemeindearbeit, Vermerk: Nur für den innerkirchlichen Gebrauch, Druckvermerk: 13/6050/1011/75], Magdeburg o. J. [1975]
- Günter Särchen und Josef Gülden (Hrsg.): Laski. Heimat der Blinden. [Handreichung, Vermerk: Nur für den innerkirchlichen Gebrauch], [Magdeburg] 1975, [hektographiert]
- Günter Särchen und Ludwig Mehlhorn: Jan Strzelecki: Erproben im Zeugnis. [Radix Verlag], o. O. [Berlin] o. J. [1989] [radix-Blätter Heft 11. – Samisdat-Druck]
- Günter Särchen: Ich freue mich, daß ich dabei war. Reflexionen zum 17. Juni 1953. In: Bernd Börger, Michael Kröselberg (Hrsg.): Die Kraft wuchs im Verborgenen. Katholische Jugend zwischen Elbe und Oder 1945 – 1990. Verlag Haus Altenberg, Düsseldorf 1993, S. 289–294, ISBN 3-7761-0020-6
- Günter Särchen (Hrsg.): Schalom dem schwierigen Dialog unter entfremdeten Geschwistern. Polen und Juden – Juden und Polen; Geschichte, Kultur, Dokumente, Reflexion, Literatur. Anna-Morawska-Seminar der Aktion Sühnezeichen, Magdeburg 1990, [hektographiert]
- Günter Särchen: Krabat und der Obrist Joannes Schadowitz. Zum 300. Todestag von Joannes Schadowitz, im Volksmund der Wittichenauer und Groß Särchener "Krabat" genannt. 29. Mai 1704 – 29. Mai 2004. Stadtbibliothek Wittichenau, Wittichenau 2003 [als Manuskript gedruckt]
- Günter Särchen: Der Graue. "Eseleien" im Dienste des Ewigen. – Ein autobiographischer Essay. Manuskript, o. J. [nach 1990]
- Günter Särchen: Schellenkappe. Der Narr und sein Herr & Gebieter. Aus dem Notizbuch eines Hofnarren in vielen Jahren aufgeschrieben. Manuskript, o. J. [nach 1990]